# Lethotremus muticus
Lethotremus muticus är en fiskart som beskrevs av Gilbert, 1896. Lethotremus muticus ingår i släktet Lethotremus och familjen sjuryggsfiskar. Inga underarter finns listade i Catalogue of Life.